# ダヴィッド・ディ・ドナテッロ助演女優賞
ダヴィッド・ディ・ドナテッロ助演女優賞（David di Donatello per la migliore attrice non protagonista）は、ダヴィッド・ディ・ドナテッロ賞の部門の一つ。1981年に設置された。

## 受賞者・候補者一覧
太字が受賞者。

### 1980年代
- 1981年
  - マッダレーナ・クリッパ（『Tre fratelli』）
  - イーダ・ディ・ベネデット（『Camera d'albergo』）
  - ラウラ・アントネッリ（『パッション・ダモーレ』）
- 1982年
  - アリダ・ヴァリ（『La caduta degli angeli ribelli』）
  - ピエラ・デッリ・エスポスティ（『監督ミケーレの黄金の夢』）
  - ヴァレリア・ドビチ（『Piso pisello』）
- 1983年
  - ヴィルナ・リージ（『Sapore di mare』）
  - リーナ・ポリート（『Scusate il ritardo』）
  - ミレーナ・ヴコティッチ（『Amici miei atto II』）
- 1984年
  - エレナ・ファブリツィ（『Acqua e sapone』）
  - ステファニア・カッシーニ（『Lontano da dove』）
  - ロッサーナ・ディ・ロレンツォ（『ル・バル』）
  - アンナ・ロンギ（『Il tassinaro』）
- 1985年
  - マリーナ・コンファローネ（『Così parlò Bellavista』）
  - ヴァレリア・ドビチ（『Uno scandalo perbene』）
  - イーダ・ディ・ベネデット（『実録マフィア戦争／暗黒の首領』）
- 1986年
  - アティナ・チェンチ（『女たちのテーブル』）
  - ステファニア・サンドレッリ（『女たちのテーブル』）
  - イーザ・ダニエーリ（『Un complicato intrigo di donne, vicoli e delitti』）
- 1987年
  - リーナ・サストリ（『L'inchiesta』）
  - ヴァレンティナ・コルテーゼ（『Via Montenapoleone』）
  - ステファニア・サンドレッリ（『La sposa era bellissima』）
- 1988年
  - エレナ・ソフィア・リッチ（『Io e mia sorella』）
  - ヴィヴィアン・ウー（『ラストエンペラー』）
  - シルヴァーナ・マンガーノ（『黒い瞳』）
  - マルト・ケラー（『黒い瞳』）
- 1989年
  - アティナ・チェンチ（『Compagni di scuola』）
  - プペッラ・マッジョ（『ニュー・シネマ・パラダイス』）
  - パメラ・ヴィッロレージ（『スプレンドール』）

### 1990年代
- 1990年
  - ナンシー・ブリッリ（『Piccoli equivoci』）
  - ステファニア・サンドレッリ（『Il male oscuro』）
  - パメラ・ヴィッロレージ（『Evelina e i suoi figli』）
  - マリエッラ・バレンティーニ（『赤いシュート』）
  - アマンダ・サンドレッリ（『Amori in corso』）
- 1991年
  - ゾーエ・インクロッチ（『黄昏に瞳やさしく』）
  - ヴァーナ・バルバ - 『エーゲ海の天使』
  - ミレーナ・ヴコティッチ（『Fantozzi alla riscossa』）
  - マリエッラ・ヴァレンティーニ（『Volere volare』）
  - アンヌ・ルーセル（『Il portaborse』）
  - アリダ・ヴァリ（『La bocca』）
- 1992年
  - エリザベッタ・ポッツィ（『Maledetto il giorno che t'ho incontrato』）
  - アンジェラ・フィノッキアーロ（『Il muro di gomma』）
  - チンツィア・レオーネ（『Donne con le gonne』）
- 1993年
  - マリーナ・コンファローネ（『Arriva la bufera』）
  - アレッシア・フガルディ（『かぼちゃ大王』）
  - モニカ・スカッティーニ（『Un'altra vita』）
- 1994年
  - モニカ・スカッティーニ（『Maniaci sentimentali』 ）
  - レジーナ・ビアンキ（『Il giudice ragazzino』）
  - ステファニア・サンドレッリ（『Per amore, solo per amore』）
- 1995年
  - アンジェラ・ルーチェ（『愛に戸惑って』）
  - ヴィルナ・リージ（『王妃マルゴ』）
  - オッタヴィア・ピッコロ（『Biondi』）
- 1996年
  - マリーナ・コンファローネ（『La seconda volta』）
  - ステファニア・サンドレッリ（『Ninfa plebea』）
  - リーナ・サストリ（『Vite strozzate』）
- 1997年
  - バルバラ・エンリーキ（『踊れトスカーナ！』）
  - エディ・アンジェリッロ（『La bruttina stagionata』）
  - アンドレア・フェレオル（『アイリスにぞっこん』）
  - エヴァ・グリエーコ（『Marianna Ucrìa』）
  - ロレンツァ・インドヴィーナ（『遙かなる帰郷』）
- 1998年
  - ニコレッタ・ブレスキ（『Ovosodo』）
  - アティナ・チェンチ（『I miei più cari amici』）
  - マリーナ・コンファローネ（『愛の言葉を信じて』）
- 1999年
  - チェチーリア・ダッツィ（『Matrimoni』）
  - パオラ・ティツィアーナ・クルチャーニ（『キス＆ハグ』）
  - ルネッタ・サヴィーノ（『Matrimoni』）

### 2000年代
- 2000年
  - マリーナ・マッシローニ（『ベニスで恋して』）
  - ロザリンダ・チェレンターノ（『Il dolce rumore della vita』）
  - アンナ・ガリエーナ（『Come te nessuno mai』）
- 2001年
  - ステファニア・サンドレッリ（『最後のキス』）
  - アティナ・チェンチ（『Rosa e Cornelia』）
  - ジャスミン・トリンカ（『息子の部屋』）
- 2002年
  - ステファニア・サンドレッリ（『子供たち』）
  - ロザリンダ・チェレンターノ（『L'amore probabilmente』）
  - イアイア・フォルテ（『Paz!』）
- 2003年
  - ピエラ・デッリ・エスポスティ（『母の微笑』）
  - モニカ・ベルッチ（『リメンバー・ミー』）
  - フランチェスカ・ネリ（『La felicità non costa niente』）
  - ニコレッタ・ロマノフ（『リメンバー・ミー』）
  - セルラ・ユルマズ（『向かいの窓』）
- 2004年
  - マルゲリータ・ブイ（『カテリーナ、都会へ行く』）
  - アンナ・マリア・バルベーラ（『Il paradiso all'improvviso』）
  - クラウディア・ジェリーニ （『赤いアモーレ』）
  - ジャスミン・トリンカ（『輝ける青春』）
  - ジゼルダ・ヴォローディ（『アガタと嵐』）
- 2005年
  - マルゲリータ・ブイ（『イタリア的、恋愛マニュアル』）
  - エリカ・ブラン（『聖なる心』）
  - リーザ・ガストーニ（『聖なる心』）
  - ジョヴァンナ・メッツォジョルノ（『L'amore ritorna』）
  - ガラテア・ランツィ（『映画のようには愛せない』）
- 2006年
  - アンジェラ・フィノッキアーロ（『心の中の獣』）
  - イザベッラ・フェッラーリ（『グッバイ・キス　裏切りの銃弾』）
  - マリーザ・メルリーニ（『二度目の結婚』）
  - ステファニア・ロッカ（『心の中の獣』）
  - ジャスミン・トリンカ（『夫婦の危機』）
- 2007年
  - アンブラ・アンジョリーニ（『対角に土星』）
  - アンジェラ・フィノッキアーロ（『マイ・ブラザー』）
  - ミケーラ・チェスコン（『潮風に吹かれて』））
  - フランチェスカ・ネリ（『La cena per farli conoscere』）
  - サブリナ・インパッチャトーレ（『ナポレオンの愛人』）
- 2008年
  - アルバ・ロルヴァケル（『日々と雲行き』）
  - パオラ・コルテッレージ（『Piano, solo』）
  - カロリーナ・クレシェンティーニ（『Parlami d'amore』）
  - イザベッラ・フェッラーリ（『クワイエット・カオス　～パパが待つ公園で』）
  - ヴァレリア・ゴリーノ（『クワイエット・カオス　～パパが待つ公園で』）
  - サブリナ・インパッチャトーレ（『Signorina Effe』）
- 2009年
  - ピエラ・デッリ・エスポスティ（『イル・ディーヴォ　魔王と呼ばれた男』）
  - サブリナ・フェリッリ（『見わたすかぎり人生』）
  - マリア・ナツィオナーレ（『ゴモラ』）
  - ミカエラ・ラマッツォッティ（『見わたすかぎり人生』）
  - カルラ・シニョーリス（『恋するローマ　元カレ／元カノ』）

### 2010年代
- 2010年
  - イラリア・オッキーニ（『あしたのパスタはアルデンテ』）
  - アニータ・クラヴォス（『頭を上げて』）
  - アルバ・ロルヴァケル（『やがて来たる者へ』）
  - クラウディア・パンドルフィ（『はじめての大切なもの』）
  - エレナ・ソフィア・リッチ（『あしたのパスタはアルデンテ』）
- 2011年
  - ヴァレンティナ・ロドヴィーニ（『Benvenuti al sud』）
  - バルボラ・ボブローヴァ（『ロバの美』）
  - ヴァレリア・デ・フランチシス（『ジャンニと彼をめぐる女たち』）
  - アンナ・フォリエッタ（『Nessuno mi può giudicare』）
  - クラウディア・ポテンツァ（『Basilicata Coast to Coast』）
- 2012年
  - ミケーラ・チェスコン（『フォンターナ広場　イタリアの陰謀』）
  - アニタ・カプリオーリ（『天空のからだ』）
  - マルゲリータ・ブイ（『ローマ法王の休日』）
  - クリスティアーナ・カポトンディ（『バッグにはクリプトナイト』）
  - バルボラ・ボブローヴァ（『ブルーノのしあわせガイド』）
- 2013年
  - マヤ・サンサ（『眠れる美女』）
  - アンブラ・アンジョリーニ（『Viva l'Italia』）
  - アンナ・ボナイウート（『ローマに消えた男』）
  - ロザベル・ラウレンティ・セラーズ（『幸せのバランス』）
  - フランチェスカ・ネリ（『Una famiglia perfetta』）
  - ファブリツィア・サッキ（『はじまりは5つ星ホテルから』）
- 2014年
  - ヴァレリア・ゴリーノ（『人間の値打ち』）
  - クラウディア・ジェリーニ（『Tutta colpa di Freud』）
  - パオラ・ミナッチョーニ（『カプチーノはお熱いうちに』）
  - ガラテア・ランツィ（『グレート・ビューティー／追憶のローマ』）
  - ミレーナ・ヴコティッチ（『幸せの椅子』）
- 2015年
  - ジュリア・ラッツァリーニ（『母よ、』）
  - バルボラ・ボブローヴァ（『黒の魂』）
  - ミカエラ・ラマッツォッティ（『Il nome del figlio』）
  - ヴァレリア・ゴリーノ（『インビジブル・スクワッド　悪の部隊と光の戦士』）
  - アンナ・フォリエッタ（『俺たちとジュリア』）
- 2016年
  - アントニア・トルッポ（『皆はこう呼んだ、鋼鉄ジーグ』）
  - ピエラ・デッリ・エスポスティ（『Assolo』）
  - エリザベッタ・デ・ヴィート（『Non essere cattivo』）
  - ソニア・ベルガマスコ（『Viva！公務員』）
  - クラウディア・カルディナーレ（『Ultima fermata』）
- 2017年
  - アントニア・トルッポ（『切り離せないふたり』）
  - ヴァレンティーナ・カルネルッティ（『歓びのトスカーナ』）
  - ヴァレリア・ゴリーノ（『はじまりの街』）
  - ミケーラ・チェスコン（『ピューマ』）
  - ロベルタ・マッテイ（『ゴッド・スピード・ユー！』）
- 2018年
  - クラウディア・ジェリーニ（『愛と銃弾』）
  - ソニア・ベルガマスコ（『環状線の猫のように』）
  - ミカエラ・ラマッツォッティ（『ナポリの隣人』）
  - アンナ・ボナイウート（『ナポリ、熟れた情事』）
  - ジュリア・ラッツァリーニ（『ザ・プレイス 運命の交差点』）
- 2019年
  - マリーナ・コンファローネ（『堕ちた希望』）
  - ドナテッラ・フィノッキアーロ（『カプリ島のレボリューション』）
  - ニコレッタ・ブレスキ（『幸福なラザロ』）
  - カシア・スムトゥニアク（『LORO　欲望のイタリア』）
  - ジャスミン・トリンカ（『Sulla mia pelle』）

### 2020年代
- 2020年
  - ヴァレリア・ゴリーノ（『ヒットマン：レジェンド　憎しみの銃弾』）
  - アンナ・フェルゼッティ（『Domani è un altro giorno』）
  - タニア・ガッリッバ（『ザ・グレイテスト・キング』）
  - マリア・アマート（『シチリアーノ　裏切りの美学』）
  - アリダ・バルダーリ・カラブリア（『ほんとうのピノッキオ』）
- 2021年
  - マティルダ・デ・アンジェリス（『ローズ島共和国　～小さな島の大波乱～』）
  - ベネデッタ・ポルカローリ（『18 regali』）
  - バルバラ・キキャレッリ（『悪の寓話』）
  - クラウディア・ジェリーニ（『Hammamet』）
  - アルバ・ロルヴァケル（『もしも叶うなら』）
- 2022年
  - テレーザ・サポナンジェロ（『Hand of God -神の手が触れた日-』）
  - ルイザ・ラニエーリ（『Hand of God -神の手が触れた日-』）
  - スージー・デル・ジュディチェ（『I fratelli De Filippo』）
  - ヴァネッサ・スカレーラ（『L'Arminuta』）
  - クリスティアーナ・デッランナ（『笑いの王』）
- 2023年
  - エマヌエーラ・ファネッリ（『乾いたローマ』）
  - ジョヴァンナ・メッツォジョルノ（『Amanda』）
  - ダニエーラ・マッラ（『夜の外側 イタリアを震撼させた55日間』）
  - ジュリア・アンドー（『奇妙なこと』）
  - アウロラ・クアットロッキ（『ノスタルジア』）
- 2024年
  - エマヌエーラ・ファネッリ（『まだ明日がある』）
  - バルボラ・ボブローヴァ（『チネチッタで会いましょう』）
  - アルバ・ロルヴァケル（『墓泥棒と失われた女神』）
  - イザベラ・ロッセリーニ（『墓泥棒と失われた女神』）
  - ロマーナ・マッジョーラ・ヴェルガーノ（『まだ明日がある』）

## 複数回受賞者
| 受賞回数 | 受賞者                       | 年度                           |
| -------- | ---------------------------- | ------------------------------ |
| 5        | マリーナ・コンファローネ     | 1985年、1993年、1996年、2019年 |
| 2        | ステファニア・サンドレッリ   | 2001年、2002年                 |
| 2        | ピエラ・デッリ・エスポスティ | 2003年、2009年                 |
| 2        | マルゲリータ・ブイ           | 2004年、2005年                 |
| 2        | アンジェラ・フィノッキアーロ | 2006年、2007年                 |
| 2        | ヴァレリア・ゴリーノ         | 2014年、2020年                 |
| 2        | アントニア・トルッポ         | 2016年、2017年                 |
| 2        | エマヌエーラ・ファネッリ     | 2023年、2024年                 |